# Колобаев, Семён Александрович
Семён Алекса́ндрович Колоба́ев (22 августа 1976, Москва) — российский саночник, выступавший за сборную России с 1995 года по 2000-й. Участник зимних Олимпийских игр в Нагано, бронзовый призёр чемпионата Европы, дважды чемпион национального первенства. Защищал честь спортивного общества «Динамо», мастер спорта.

## Биография
Семён Колобаев родился 22 августа 1976 года в Москве. Активно заниматься санным спортом начал в возрасте семнадцати лет, когда вступил в столичное спортивное общество «Динамо», два года спустя стал членом национальной сборной. Первое время выступал в обеих дисциплинах, как в двойках, так и одиночках, но позже сделал выбор в пользу двухместных саней, так как здесь результаты были лучше, причём его партнёром на всю оставшуюся карьеру стал опытный пилот Альберт Демченко.
Наиболее важным в плане спортивных достижений для Колобаева оказался 1996 год, когда он вместе с Демченко завоевал бронзовую медаль на чемпионате Европы в латвийской Сигулде. Также он дебютировал на этапах взрослого Кубка мира, заняв пятое место общего зачёта, и впервые поучаствовал в заездах взрослого чемпионата мира, показав на трассе немецкого Альтенберга четвёртое время в мужской парной программе. Благодаря череде удачных выступлений удостоился права защищать честь страны на зимних Олимпийских играх 1998 года в Нагано, где впоследствии финишировал десятым. Затем два раза подряд выиграл золото на чемпионатах России, но вскоре из-за проблем со здоровьем вынужден был завершить карьеру профессионального спортсмена — Семён Колобаев попал в автомобильную аварию, сильно повредил рёбра и в связи с этим принял решение уйти из санного спорта.